# 야쿠시지

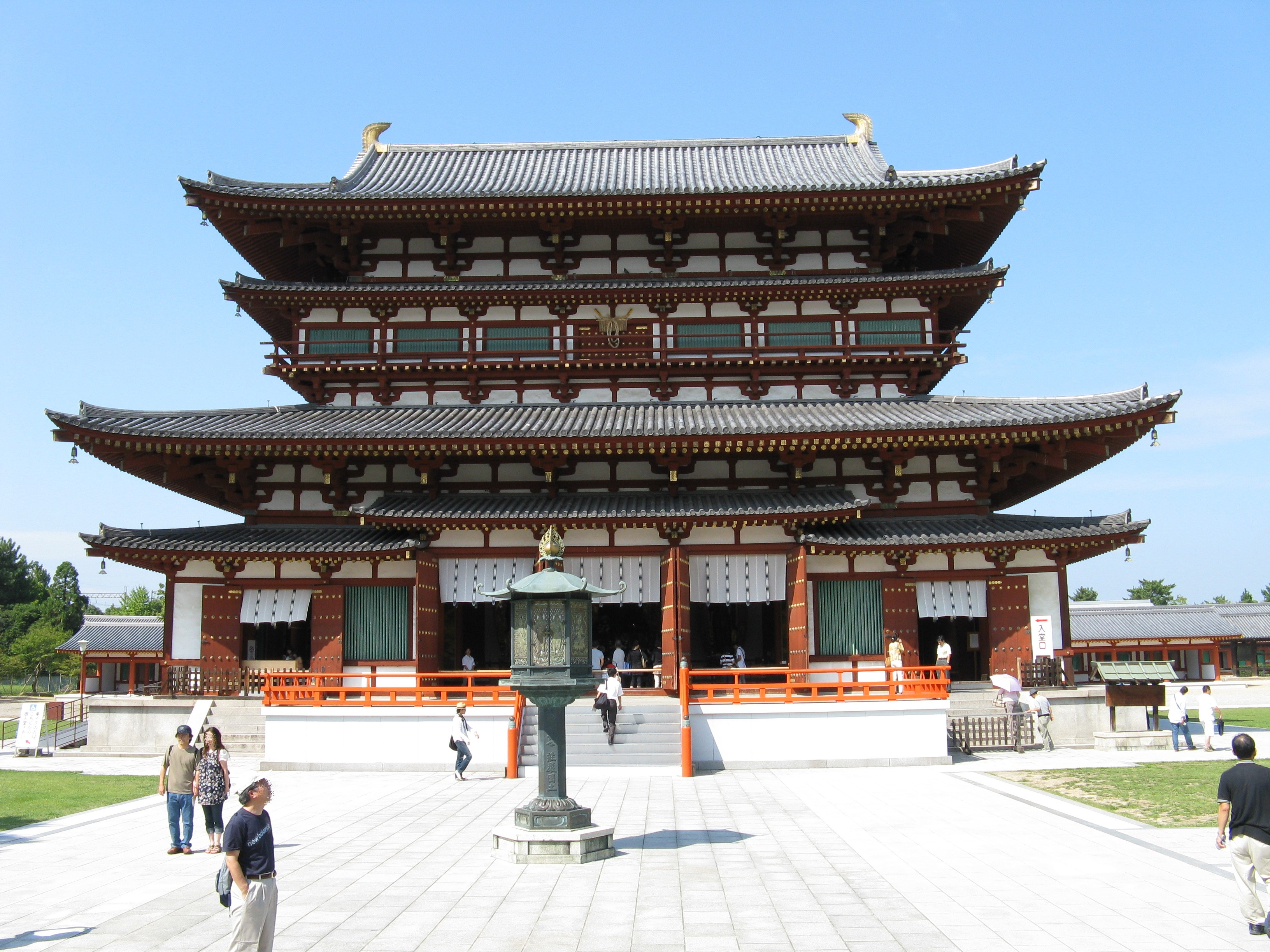
금당

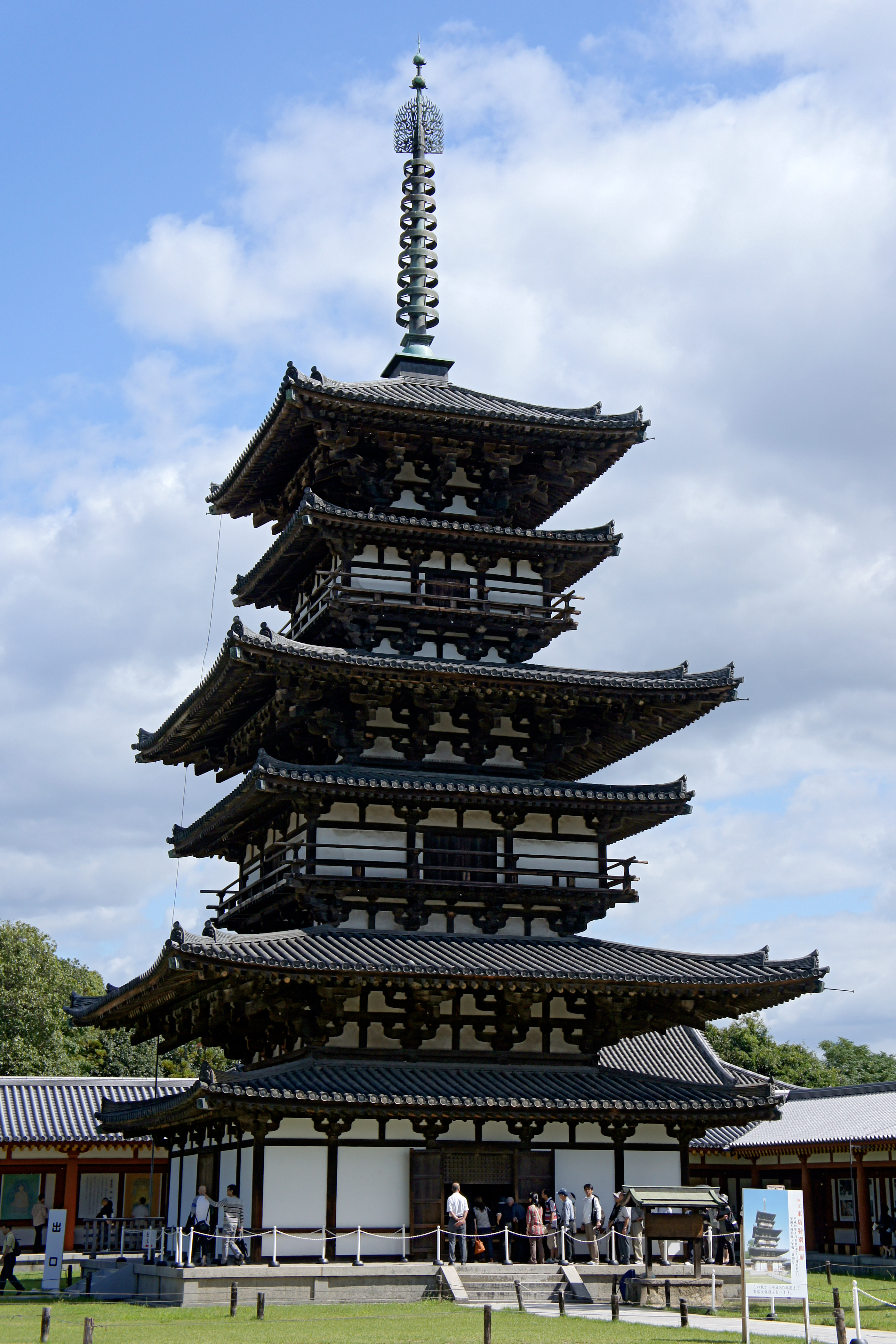
동탑

야쿠시지(薬師寺)는 일본 나라시에 위치한 유명한 불교 사원의 하나이다. 절은 일본의 불교 종파인 법상종의 본산이다. 본존은 약사여래(薬師如来)이고 절의 이름도 여기서 유래하였다. 유네스코에 의해 세계유산으로 지정된 고도 나라의 문화재의 일부이다.

## 역사
원래의 야쿠시지는 아스카 시대에 일본의 수도였던 후지와라쿄에 세워졌다. 680년에 덴무 천황은 황후의 병이 치유되기를 기원하며 절의 건립을 명하였으나 완성을 보지 못하고 그 다음 천황인 지토 천황 때로 이어졌다. 불교 신자들에게 헌사하는 이러한 사원의 건설은 중국과 한국으로부터 일본에 불교가 처음 전래되던 시기에 일본 귀족들이 흔히 행하던 것이었다. 덴무 천황이 사망한 후 지토 천황에 의해 698년에 절이 완성되었고 황실이 새로운 수도로 이전한지 8년 후에 나라로 이전되었다.
오랫동안 야쿠시지는 수도를 헤이조쿄(현재의 나라)로 이전한 후에 718년에 현재의 위치로 이전되었다고 여겨졌다. 그러나 1990년대에 후지와라쿄의 야쿠시지터가 발굴되면서 두 개의 야쿠시지가 동시에 존재하고 있었음이 확인되었다. 또한 후지와라쿄의 야쿠시지는 원(元) 야쿠시지로 불렸다.
973년에 화재로 절 건물의 대부분이 파괴되었고 1528년의 화재로 금당이 소실되었다. 오랜 작업 끝에 1976년에 금당이 재건되기 시작하여 현재는 절 전체가 복원된 상태이다.
730년에 건립된 동탑(東塔)은 야쿠시지의 유일한 8세기 때의 건축물이다. 이 탑은 하쿠호 시대와 덴표 시대의 문화를 대표하는 일본의 가장 정교한 불탑의 하나로 여겨진다.

## 건축
야쿠시지의 2개의 본당(금당, 대강당)과 3개의 불탑(동탑, 서탑, 현장탑)은 대칭적으로 배치되어있다.

## 사진

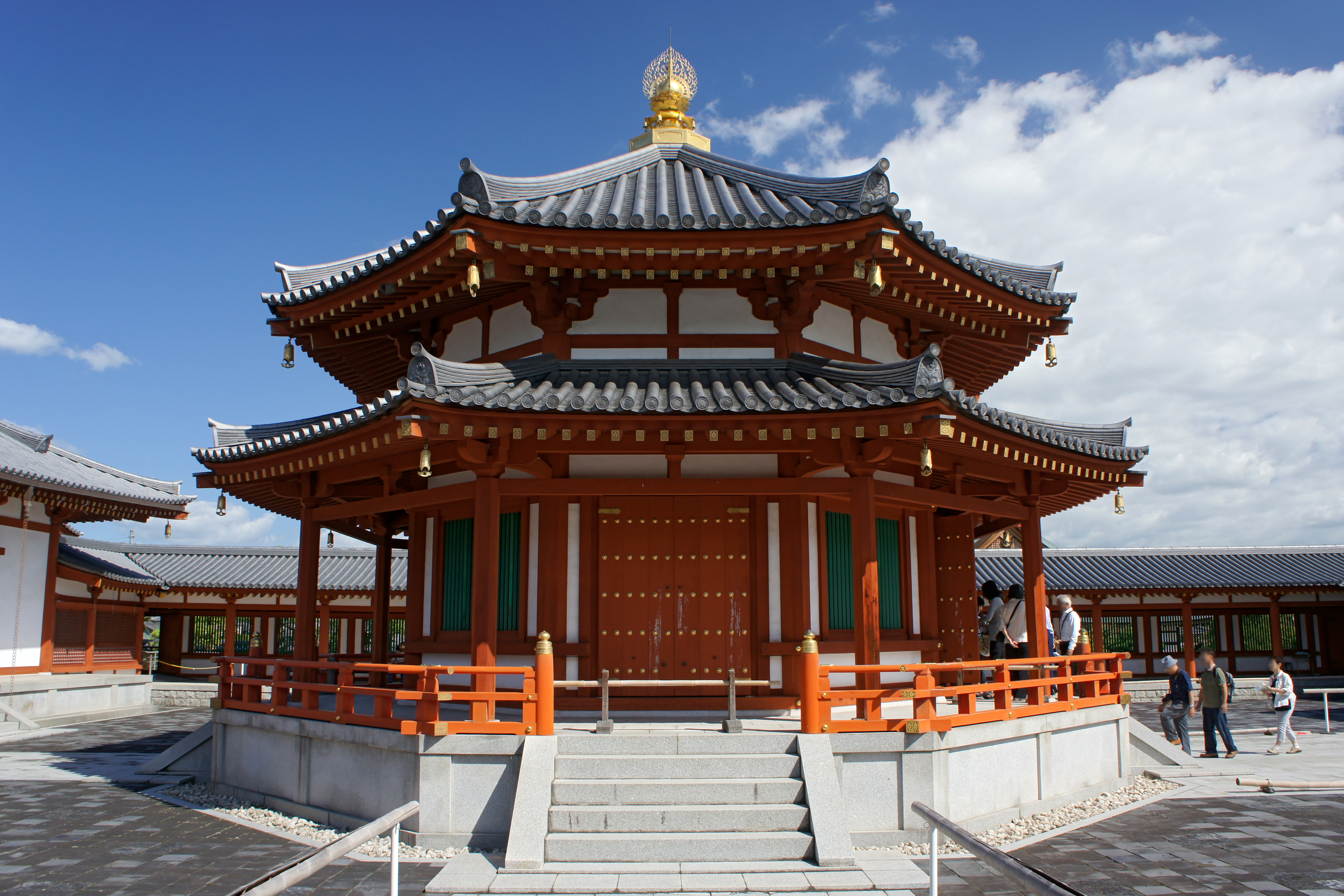
현장탑
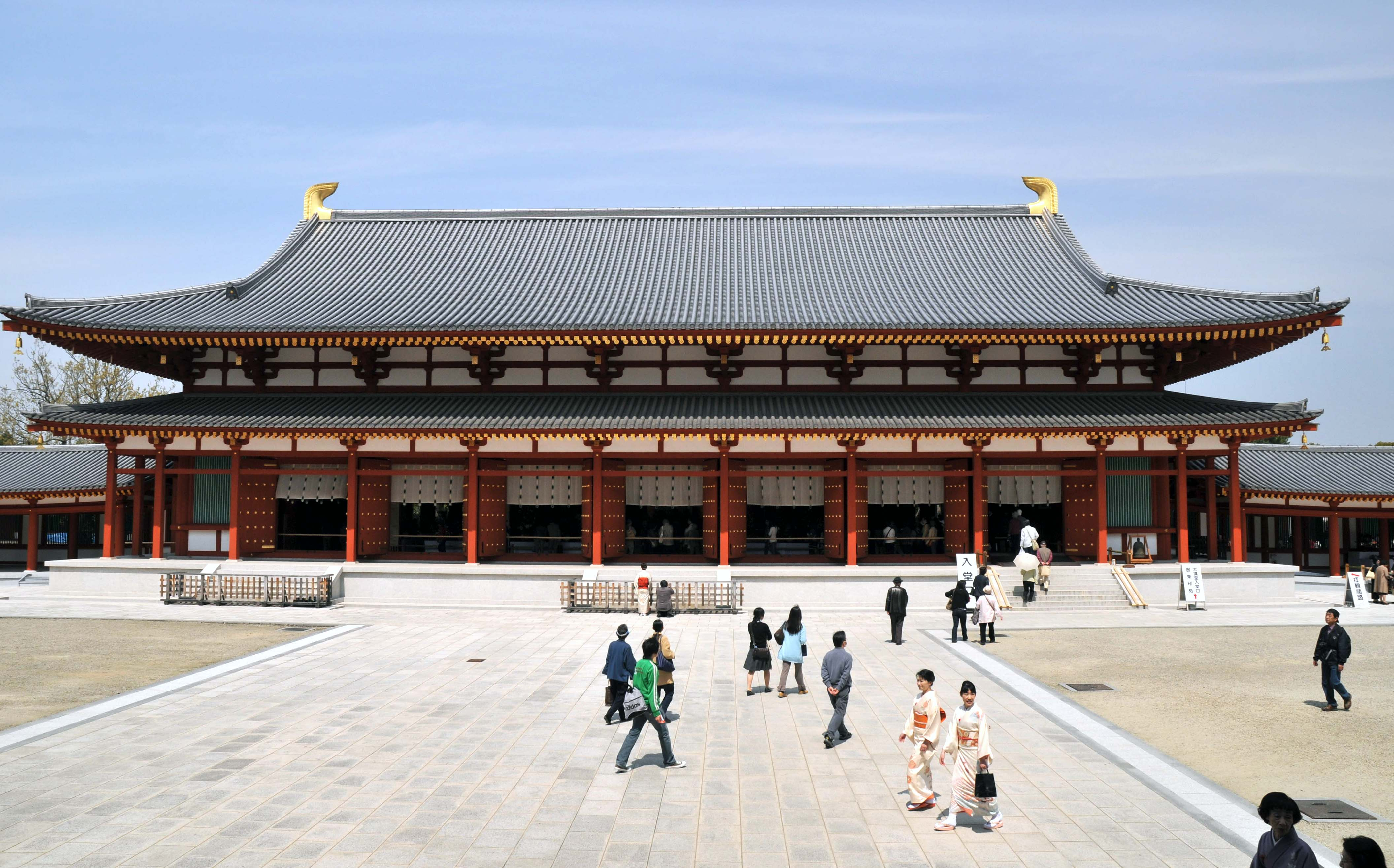
대강당
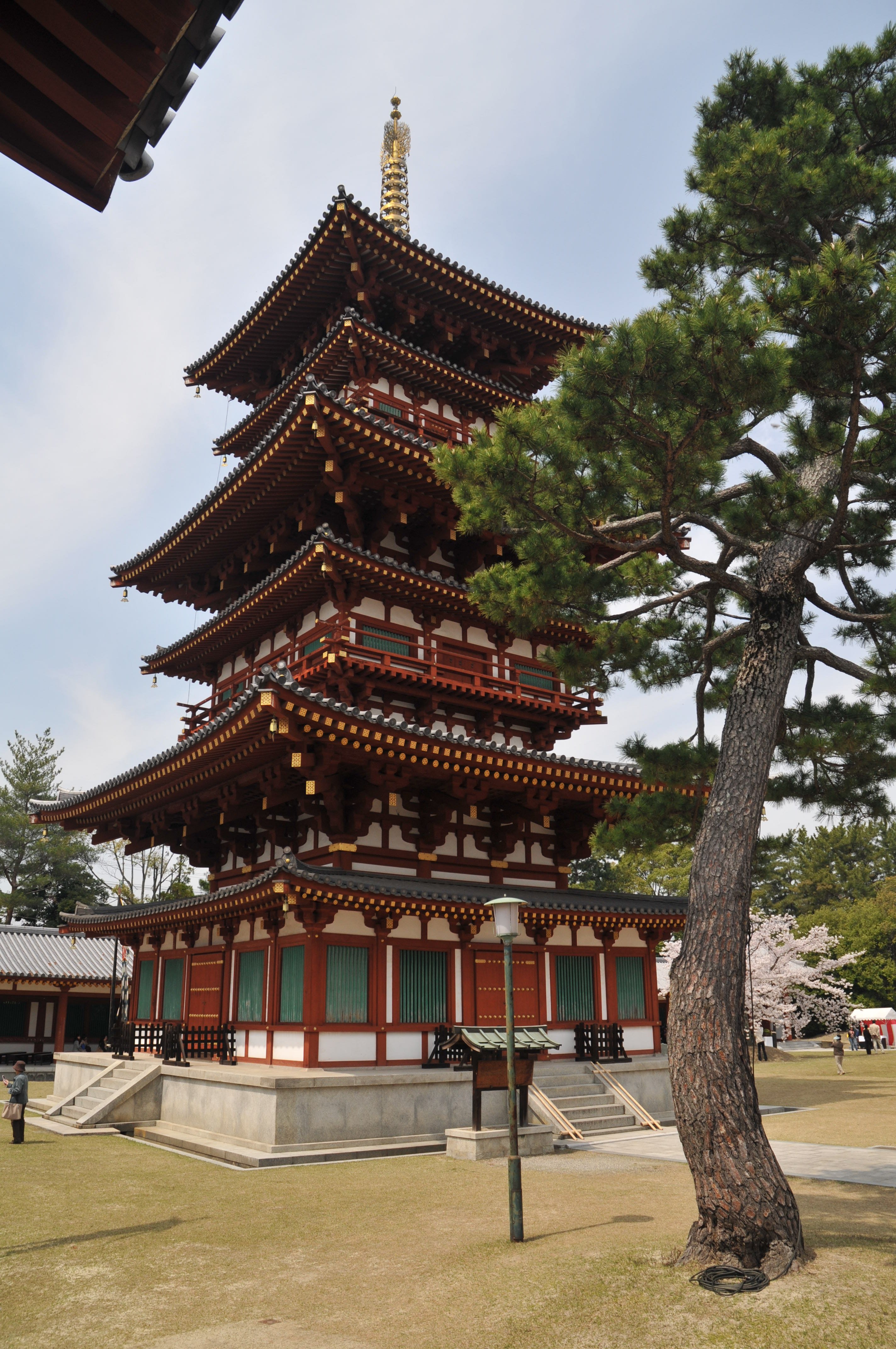
서탑
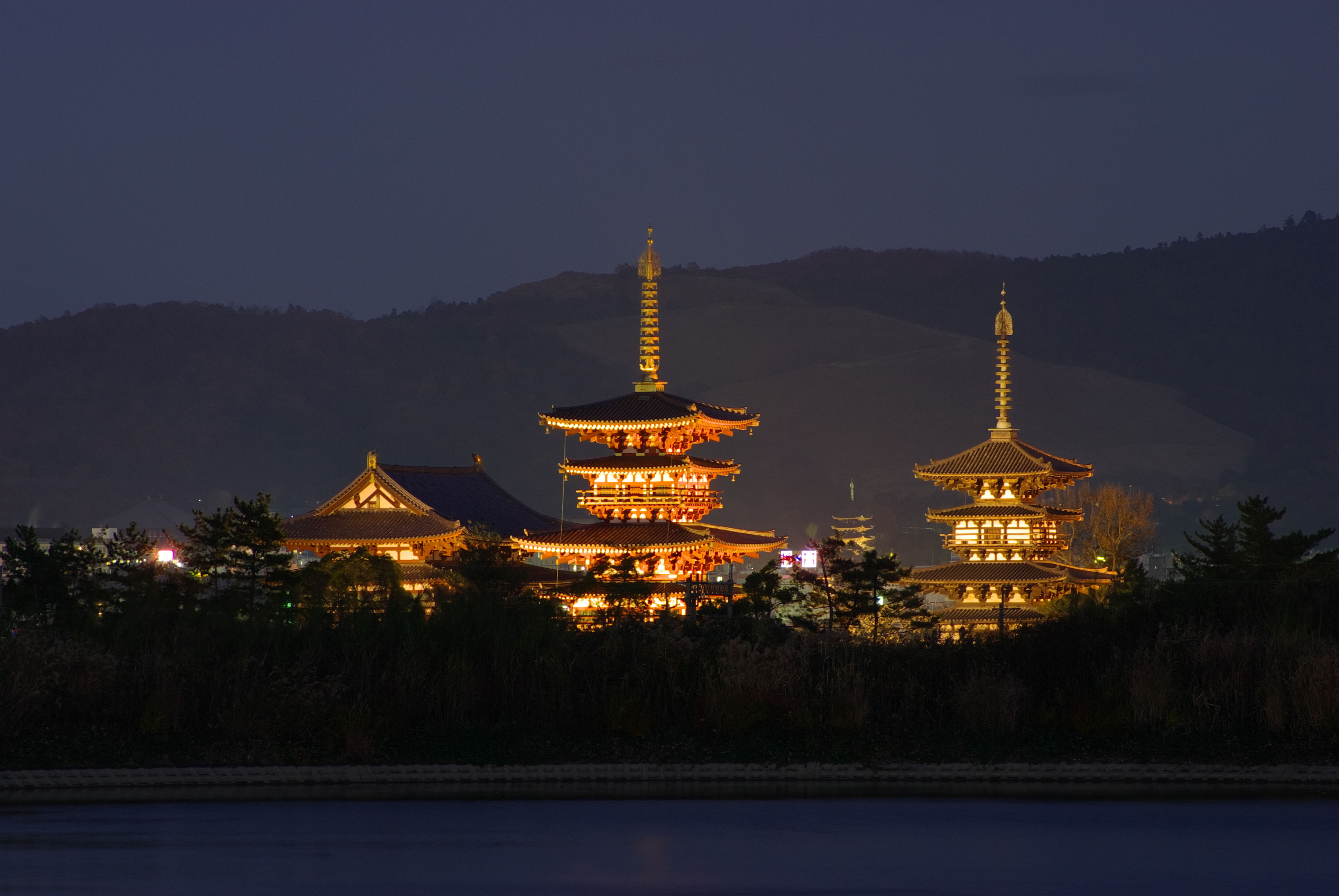
야쿠시지의 야경
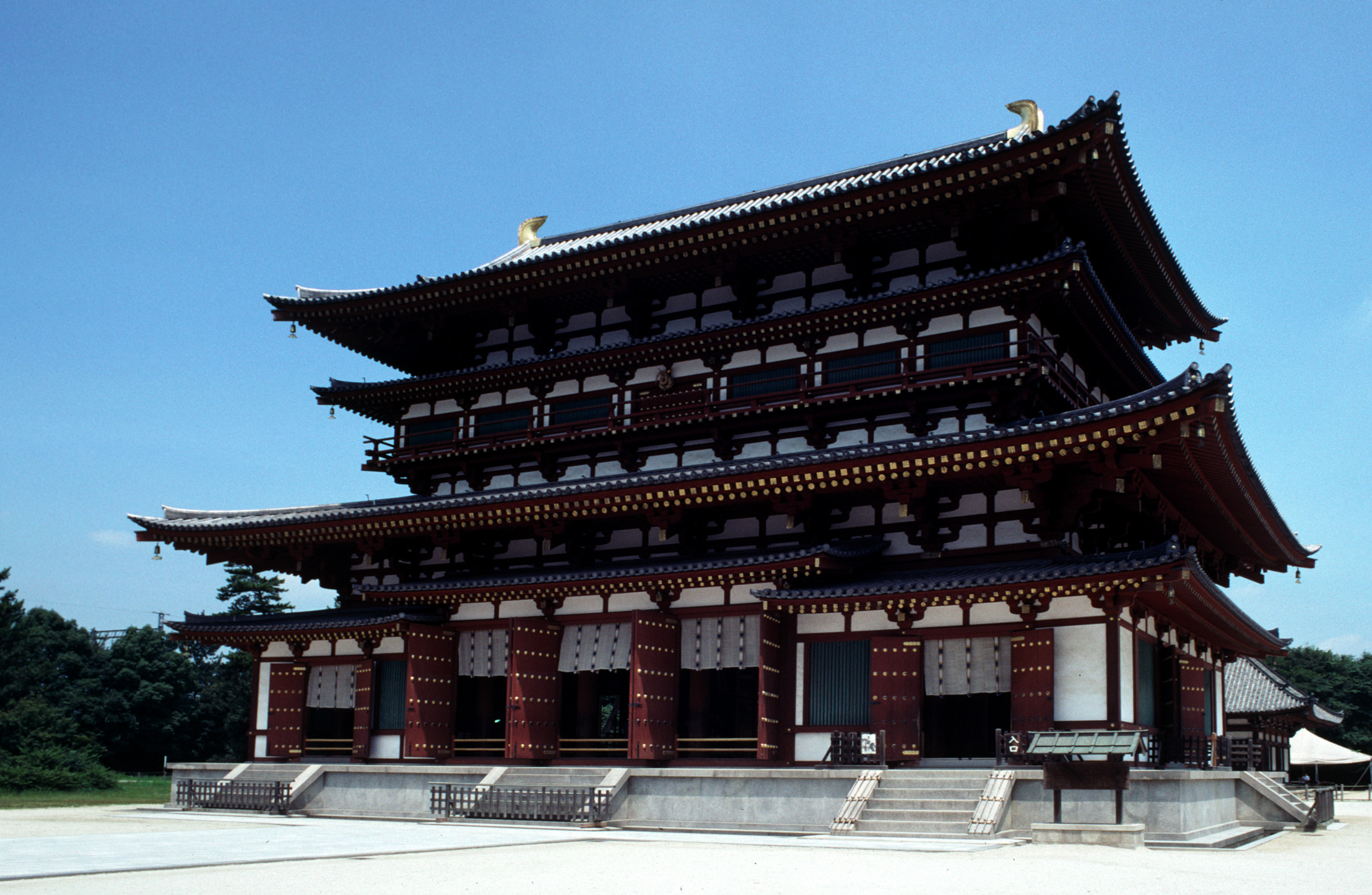
금당
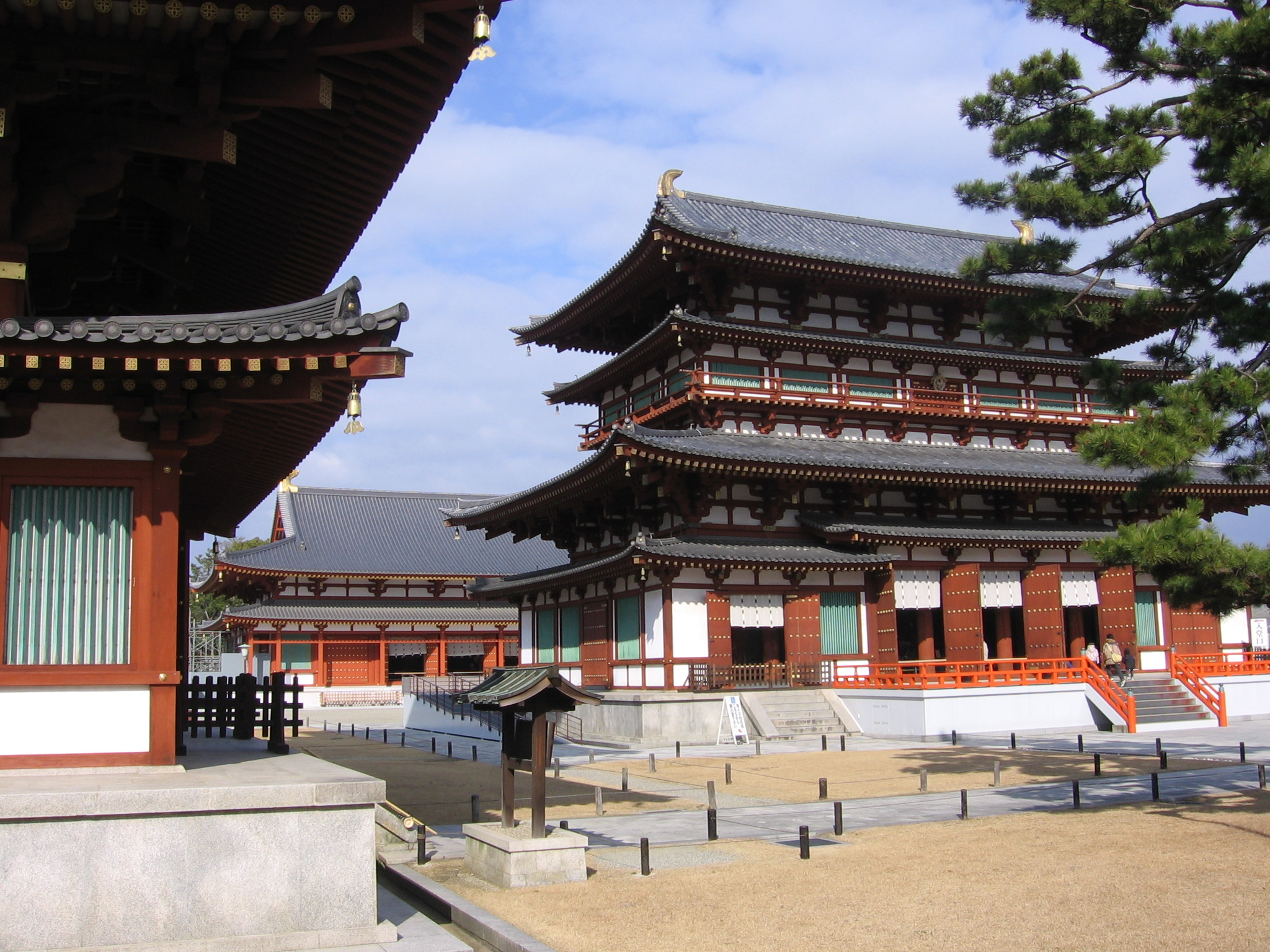
야쿠시지의 앞마당
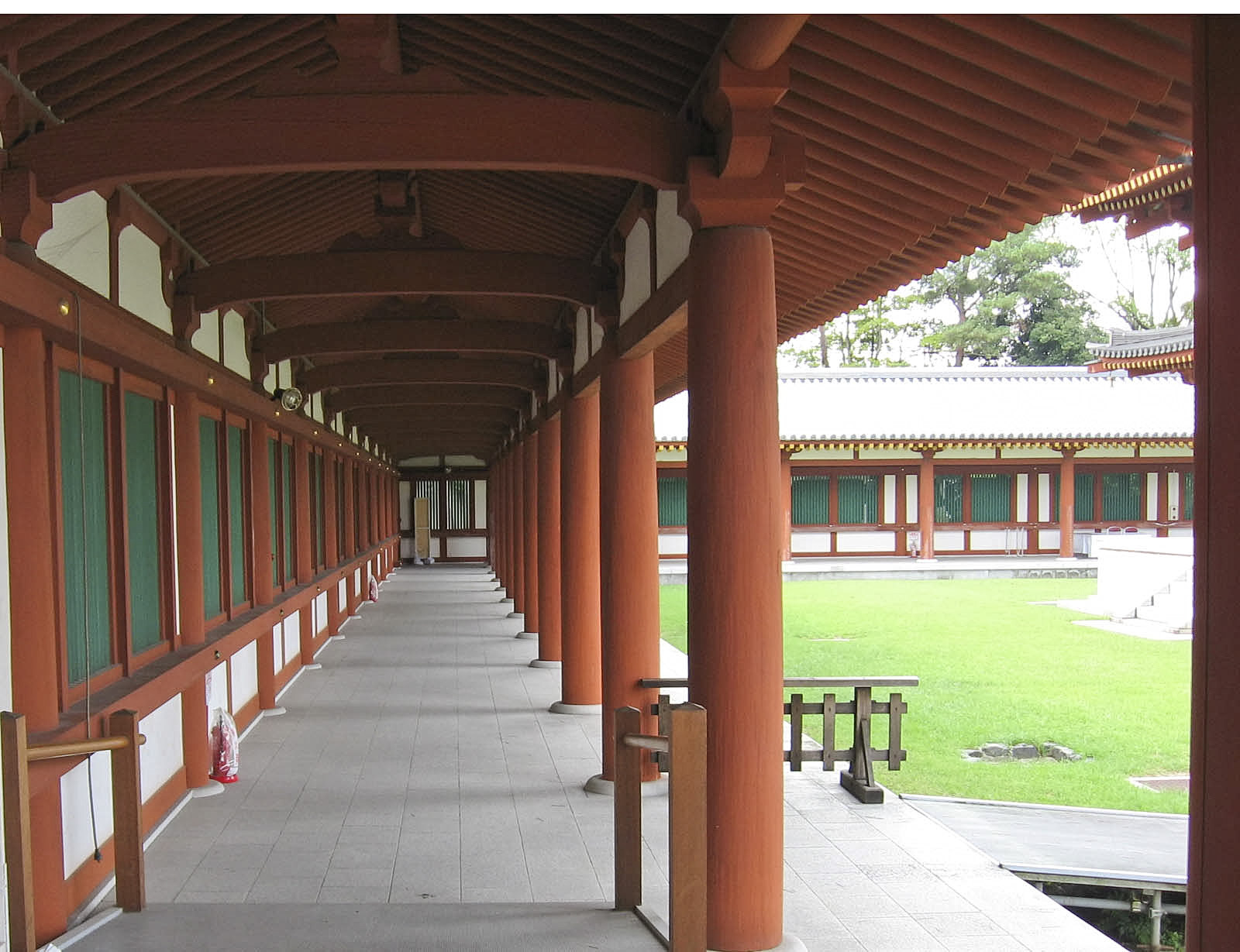
야쿠시지의 회랑

## 같이 보기
- 남도 7대사